# Falerner
Der Falerner-Wein, auch Falernum, war ein Wein, der im antiken Italien angebaut wurde. Er gehörte zu den beliebtesten Weinsorten des Römischen Reiches und wird oft bei antiken Schriftstellern erwähnt. Sein Anbaugebiet lag im ager Falernus im Norden Kampaniens und wurde in drei Lagen unterteilt: der eigentliche Falerner wuchs am Fuß des jetzigen Monte Massico, an dessen Hängen der Faustitianer, oben auf dem Hügel der Cauciner.
Die Reben des Falerners wuchsen an Ulmen und Maulbeerbäumen. Für antike Verhältnisse ließ er sich sehr gut lagern. Seine optimale Reife erreichte er im Alter von 15 Jahren; einige berühmte Jahrgänge wie der „Opimianer“, der nach Lucius Opimius, dem Konsul von 121 v. Chr. benannt war und als der älteste dokumentierte Weinjahrgang gilt, waren jedoch weit länger trinkbar. Dichter wie Horaz und Martial rühmten den kräftigen, vollen Geschmack des Falerners. Es gab ihn, wie Plinius der Ältere berichtet, herb (vinum austerum), halbtrocken (vinum tenue) und süß (vinum dulce), ferner als Rot- und Weißwein. Falerner war laut einer Inschrift aus Pompeji viermal so teuer wie normaler Landwein und kostete demnach 4 Asse. Es wird aber angenommen, dass es sich dabei um keinen echten Falerner gehandelt hat, da dieser noch mehr gekostet haben müsste.
Kampanien ist auch heute ein Weinbaugebiet. Inwieweit der dortige Wein, der teilweise als Falerno del Massico bezeichnet wird, dem antiken Falerner entspricht, lässt sich nicht mit Sicherheit feststellen.
Andere beliebte Rebsorten im Römischen Reich neben dem Falerner waren die ebenfalls in Kampanien angebauten und produzierten Sorten Cäcuber, Massiker und Surrentiner.
Im antiken Rom wurde auch die kostbarste Bernsteinsorte wegen ihrer Farbähnlichkeit mit der Weinsorte als „Falerner“ bezeichnet.